# Station Lusławice
Station Lusławice is een spoorwegstation in de Poolse plaats Lusławice.